# Sankt Jakob im Rosental
Sankt Jakob im Rosental (slovenska: Šentjakob v Rožu) är en ort och kommun  i Österrike. Den ligger i distriktet Villach-Land i förbundslandet Kärnten, 260 km sydväst om huvudstaden Wien. Den gränsar i söder till Slovenien med väg- (Karawankentunneln) och järnvägsförbindelse (Rosentalbanan).
Kommunen består av 22 orter (Ortschaften) (inom parentes invånarantal 1 januari 2024):

- Dragositschach (72)
- Dreilach (50)
- Feistritz (304)
- Fresnach (20)
- Frießnitz (170)
- Gorintschach (116)
- Greuth (84)
- Kanin (67)
- Lessach (77)
- Längdorf (193)
- Maria Elend (509)
- Mühlbach (219)
- Rosenbach (315)
- St. Jakob im Rosental (691)
- St. Oswald (144)
- St. Peter (131)
- Schlatten (383)
- Srajach (179)
- Tallach (327)
- Tschemernitzen (18)
- Tösching (75)
- Winkl (198)